# Pleurotomaria isaacsii
Pleurotomaria isaacsii is een fossiele slakkensoort uit de familie van de Pleurotomariidae. De wetenschappelijke naam van de soort is voor het eerst geldig gepubliceerd in 1873 door Hall en Whitfield.